# Bloodsimple
Bloodsimple es una banda estadounidense de heavy metal de la ciudad de Nueva York formada en 2002. 
El nombre de la banda proviene de un término acuñado por el novelista Dashiell Hammett. El término describe la mentalidad confusa y temerosa en la que se encuentran las personas después de una inmersión prolongada en situaciones violentas. El término proviene de la novela Red Harvest (Cosecha roja), que también es el título del segundo álbum de Bloodsimple.

## Historia
Bloodsimple se formó en 2002  bajo el nombre de Fix 8, con el vocalista de Vision of Disorder Tim Williams y el guitarrista Mike Kennedy, junto con el ex-Piece Dogs, Skrew y Medication y el actual bajista de Hellyeah, Kyle Sanders (hermano de Troy Sanders, bajista de la banda de heavy metal Mastodon ), y ex baterista de Downset y Deadbolt, Chris Hamilton.
La banda abrió espectáculos para Superjoint Ritual en 2004. Más tarde, la banda firmó con Warner Bros.Records, a través de Bullygoat Records, un sello fundado por Chad Gray, vocalista de Mudvayne, y más tarde Hellyeah . Su álbum debut, titulado A Cruel World, fue grabado en Vancouver, Canadá, con el productor Garth Richardson . Luego, a fines de febrero de 2005, comenzaron la gira estadounidense "Alliance of Defiance" junto a Otep, American Head Charge y Candiria .

### Un mundo cruel(2005-2007)
La banda apareció en el soundtrack de la película House of Wax , con su canción "Path to Prevail". En su primera semana de lanzamiento, A Cruel World vendió 3.120 copias, según Nielsen SoundScan . En abril, se rumoraba que Bloodsimple sería la banda a la que se le daría el segundo puesto de "banda misteriosa" en el segundo escenario del Ozzfest . Sin embargo, ese informe fue refutado más tarde por un portavoz de Ozzfest.
Bloodsimple comenzó una gira por Estados Unidos en 2005, con American Head Charge y Static-X . En junio, el baterista Brendon Cohen se unió al bajista Mike Fleischmann, al vocalista B. Folly y al guitarrista Skullion para formar una nueva banda llamada Karnov . Bloodsimple luego se asoció con Byzantine, Gizmachi y los cabezas de cartel Six Feet Under para la gira estadounidense "Masters of Brutality" que iba a comenzar en julio. Sin embargo, la gira fue pospuesta. El 26 de julio, se publicó en MySpace el video musical de "What If I Lost It", del álbum debut de la banda. El 27 de agosto, se anunció que la banda, junto con Disturbed, Dope y Life of Agony, entre otros, estaban programados para presentarse en Locobazooka. en septiembre. El 31 de agosto, se anunció que la canción de la banda "Overload" aparecería en la banda sonora de Master's of Horror .
En septiembre se reveló la lista de canciones del álbum recopilatorio Roadrunner United de Roadrunner Records, y se dio a conocer que el vocalista de Bloodsimple, Tim Williams, actuaría en la canción "Army of the Sun". Cinco días después, se anunció que la canción de la banda "September" aparecería en la banda sonora de Saw II . El 24 de septiembre de 2005, el concierto de la banda en Club Voltage en Levittown, Nueva York, incluyó una actuación de reunión no anunciada del vocalista de Vision Of Disorder Tim Williams y el guitarrista Mike Kennedy. A lo largo de octubre y noviembre, la banda actuó con Throwdown, Soulfly e Incite . El 5 de diciembre, se anunció que la canción de la banda "Sell Me Out" aparecería en la compilación de dos CD Best of The Taste of Chaos . El 19 de diciembre, Roadrunner Records publicó una lista de las selecciones de algunos de sus artistas para los 10 mejores álbumes del año, y tanto Brock Lindow de 36 Crazyfists como Chris Spicuzza de Chimaira seleccionaron A Cruel World de Bloodsimple como el séptimo mejor álbum de 2005.
Bloodsimple inició actuando en apoyo a Disturbed en el Jägermeister Music Tour . En marzo la banda estaba programada para la gira "The Crusade III: Ascend Above the Ashes" en el Reino Unido e Irlanda junto con God Forbid y Trivium . En mayo, el baterista Chris Hamilton dejó Bloodsimple, formando una nueva banda llamada Saint Caine junto con el vocalista y guitarrista de Dropbox, John Kosco, el guitarrista Joey Wilkinson y el bajista John Eville. El baterista Brendon Cohen realizó una gira como reemplazo durante el verano de 2006, lo que resultó en que tres quintos (75%) de la antigua formación de Vision Of Disorder tocaran en un número limitado de espectáculos.
Bloodsimple actuó con Stone Sour y Alice in Chains en Europa, una gira que incluyó una aparición con Metallica y Korn, y encabezó el Download Festival en Castle Donington. La banda también actuó en Nova Rock 2006 en Burgenland, Austria. Del 30 de junio al 2 de julio, la banda actuó en el festival German With Full Force en Flugplatz Roitzschjora en Löbnitz, Alemania.

Bloodsimple actuó en el festival Loud Park en la sala de exposiciones internacionales Makuhari Messe en Tokio, Japón. En diciembre, la banda publicó una versión de "Five to One" de The Doors en su página de MySpace .

### Cosecha roja(2007-2008)
En 2007, Bloodsimple inició una gira con Diecast y Sevendust en Fort Wayne, Indiana . Sin embargo, el 20 de diciembre, dicho informe fue refutado por Bloodsimple diciendo; "Estamos dando los toques finales al disco esta semana y lo mezclaremos a primera hora en enero de 2007, luego esperaremos la fecha de lanzamiento oficial y los planes de gira que, con suerte, serán en marzo".

Entre mayo y junio, Bloodsimple estuvo de gira por Europa, actuando en festivales y clubes. Algunas de las actuaciones de ese mes incluyen; actuando en el " Dimebag Darrell Stage" en el Download Festival en Donington Park, Leicestershire, actuando en el festival Fields of Rock en Biddinghuizen, Holanda el 16 de junio, actuando en el Bilbao DDK Live Festival 2007, en Bilbao, Euskal Herria, España el 21 de junio, actuando en Hellfest en Clisson, Francia el 22 de junio, y actuando entre el 23 y 24 de junio en Dessel, Bélgica en el Metal Dome como parte del Graspop Metal Encuentro. Luego, el 29 de julio, Bloodsimple se agregó al Family Values Tour y actuaría en el segundo escenario. Sin embargo, el 1 de septiembre, la banda emitió un comunicado anunciando que se vieron obligados a cancelar sus apariciones en los últimos tres días de la gira Family Values, debido a que al vocalista Tim Williams le sacaron un diente.
En octubre, el mismo día del lanzamiento de su nuevo álbum, la banda comenzó a viajar en apoyo de Hellyeah en la gira "Balls Volume Strength". Ese mismo día, el segundo álbum largamente retrasado de la banda, Red Harvest, fue lanzado en los Estados Unidos a través de Bullygoat/ Reprise Records . Fue producido por Machine, quien había producido discos para muchos actos exitosos como Eighteen Visions y Lamb of God . En su primera semana de lanzamiento, el álbum vendió 2400 copias. El 20 de noviembre, Bloodsimple estaba programado para presentarse en Amarillo, Texas junto con Hellyeah y Otep, sin embargo, el día del concierto, se anunció que el concierto de esa noche había sido cancelado.
Bloodsimple fue telonero de Avenged Sevenfold del 17 de enero al 1 de febrero. Ese mismo mes, el video musical del próximo sencillo de la banda, "Out to Get You", comenzó a transmitirse en el sitio web oficial de Metal Hammer . El video presenta imágenes de la película La noche de los muertos vivientes de George A. Romero . En abril, la banda se unió a Korn, Biohazard y Chimaira en una gira de seis shows por Australia y Nueva Zelanda. Luego, el 9 de abril, se anunció que habían sido nominados para un premio en los Metal Hammer Golden Gods Awards de 2008 . Fueron nominados, junto con Still Remains, Apocalyptica, DevilDriver y Every Time I Die, como "Artista revelación". Bloodsimple estaba programado para aparecer en el programa del 60 aniversario de WSOU el 18 de abril, sin embargo, solo seis días antes del programa, se anunció que habían sido reemplazados por Anaka. El 16 de abril, se anunció que Bloodsimple estaba programado para presentarse en Rockfest, en Kansas City, Misuri . Sin embargo, el 30 de mayo, el bajista Kyle Sanders declaró que la banda no asistiría al festival.
En 2008, su canción "Dead Man Walking" apareció en el videojuego WWE Smackdown vs Raw 2009 . En octubre de 2008, Vision of Disorder se reformó para grabar un nuevo álbum.
En 2010, el bajista Kyle Sanders emitió un comunicado sobre su nueva banda Monstro.

## Miembros
alineación final
- Tim Williams - voz (2002-2008)
- Mike Kennedy - guitarra (2002-2008)
- Nick Rowe - guitarra (2002-2008)
- Kyle Sanders - bajo (2002-2008)

Miembros anteriores
- Chris Hamilton - batería (2002-2006)
- Chris Jeter - batería (2006-2008)

músicos en vivo
- Brendon Cohen - batería (2006)
- Will Hunt - batería (2007)
- Mike Froedge - batería (2007)
- Bevan Davies - batería (2007-2008)

## Discografía

### Álbumes de estudio
| 2005                                                  | un mundo cruel - Lanzamiento: 29 de marzo de 2005 - Discográfica: Reprise - Formato: CD | 44 |
| 2007                                                  | cosecha roja - Lanzamiento: 30 de octubre de 2007 - Discográfica: Reprise - Formato: CD | 10 |
| "—" denota un lanzamiento que no entró en las listas. |                                                                                         |    |

### Demos y EP
Demostración 2002, lanzado: 2002
1. "Fijado" (2:52)
2. "Saqueo" (3:08)
3. "Huyendo de la nada" (3:54)
4. "Lo que estás buscando" (3:46)
5. "Quemarlos a todos" (3:15)

Demo 2003, lanzado: Principios de 2003
1. "Camino para prevalecer" (3:24)
2. "Rompiendo el molde" (4:01)
3. "Huyendo de la nada" (3:54)
4. "Plano" (4:09)
5. "Sobrecarga" (3:28)

Demo 2003, lanzado: mediados/finales de 2003
1. "Rompiendo el molde" (3:51)
2. "Septiembre" (3:44)
3. "Huyendo de la nada" (4:27)
4. "Plano" (4:03)

Demo 2004, realizado el 10 de agosto de 2004 por Warner Bros.
1. "Véndeme" (3:37)
2. "Huyendo de la nada" (3:50)
3. "Camino para prevalecer" (3:17)

Bloodsimple EP, lanzado: 15 de febrero de 2005 en Relapse Records
1. "Straight Hate" (final desvanecido)
2. "Sangre dentro Sangre fuera"
3. "¿Qué pasa si lo pierdo?"
4. "Véndeme"

### B-sides
- 2005: Masters of Horror OST - "Sobrecarga" (3:23)
- 2005: Saw II OST - "Septiembre" (3:38)
- 2006: Página oficial de Myspace - "Five to One" ( portada de The Doors ) (4:18)

### Individual
| Año                                                   | Canción                   | A NOSOTROS <br /> Principal. <br /> | Álbum          |
| ----------------------------------------------------- | ------------------------- | ----------------------------------- | -------------- |
| 2005                                                  | "Odio directo"            | —                                   | un mundo cruel |
| 2005                                                  | "Véndeme"                 | 39                                  | un mundo cruel |
| 2006                                                  | "¿Qué pasa si lo pierdo?" | 38                                  | un mundo cruel |
| 2007                                                  | "Fuera para atraparte"    | 30                                  | cosecha roja   |
| 2008                                                  | "Casco oscuro"            | —                                   | cosecha roja   |
| "—" denota un lanzamiento que no entró en las listas. |                           |                                     |                |